# Google Blog Search
Google Blog Search搜索是Google用来搜索博客的一项服务。 2011年5月停止运行，博客搜索是“第一个提供全面博客和提要搜索功能的主要搜索引擎”。 它于2005年发行。这些机器人似乎比标准的Googlebot要快，因为博客的更新通常在几个小时内可用，而不是Googlebot默认的几周。博客搜索与Google搜索完全相同，在搜索字段中输入搜索词，并查看与主题相关的最相关结果。搜索引擎查看了各种博客服务，比如Blogger、Live Journal和Weblog。一段时间以来，通过手动格式化浏览器地址栏中的URL，可以迫使Google访问和搜索Blogsearch数据库。 但在2016年3月，谷歌也取消了这一权限。

## 响应
谷歌博客搜索服务的以下几个方面受到了赞扬：它能够快速索引新帖子，可以选择“按日期”和“相关性”对结果进行排序，以及允许进行更具体搜索的“高级搜索”选项。 另一方面，“相关博客”服务也受到批评，因为它在搜索中遗漏了一些更突出的博客，包括已废弃的博客和垃圾博客。过滤垃圾邮件被认为是这项技术面临的一项挑战，因为在该技术定位和识别的博客和帖子中出现过垃圾邮件帖子。

## 仍然可用
截至2017年2月9日，谷歌的博客搜索仍然可用。访问谷歌博客搜索需要用户在谷歌搜索页面，然后点击“新闻”，然后点击“工具”按钮。一个新的菜单栏将出现在“工具”按钮下方的左侧。点击“所有新闻”选项，会出现一个下拉菜单，其中有“所有新闻”和“博客”选项。选择“博客”。

## 停止API服务
2011年5月26日，谷歌宣布将弃用谷歌博客搜索API以及其他几个API。 根据谷歌弃用政策，谷歌博客搜索于2011年5月26日关闭。 